# Europees kampioenschap beachvolleybal

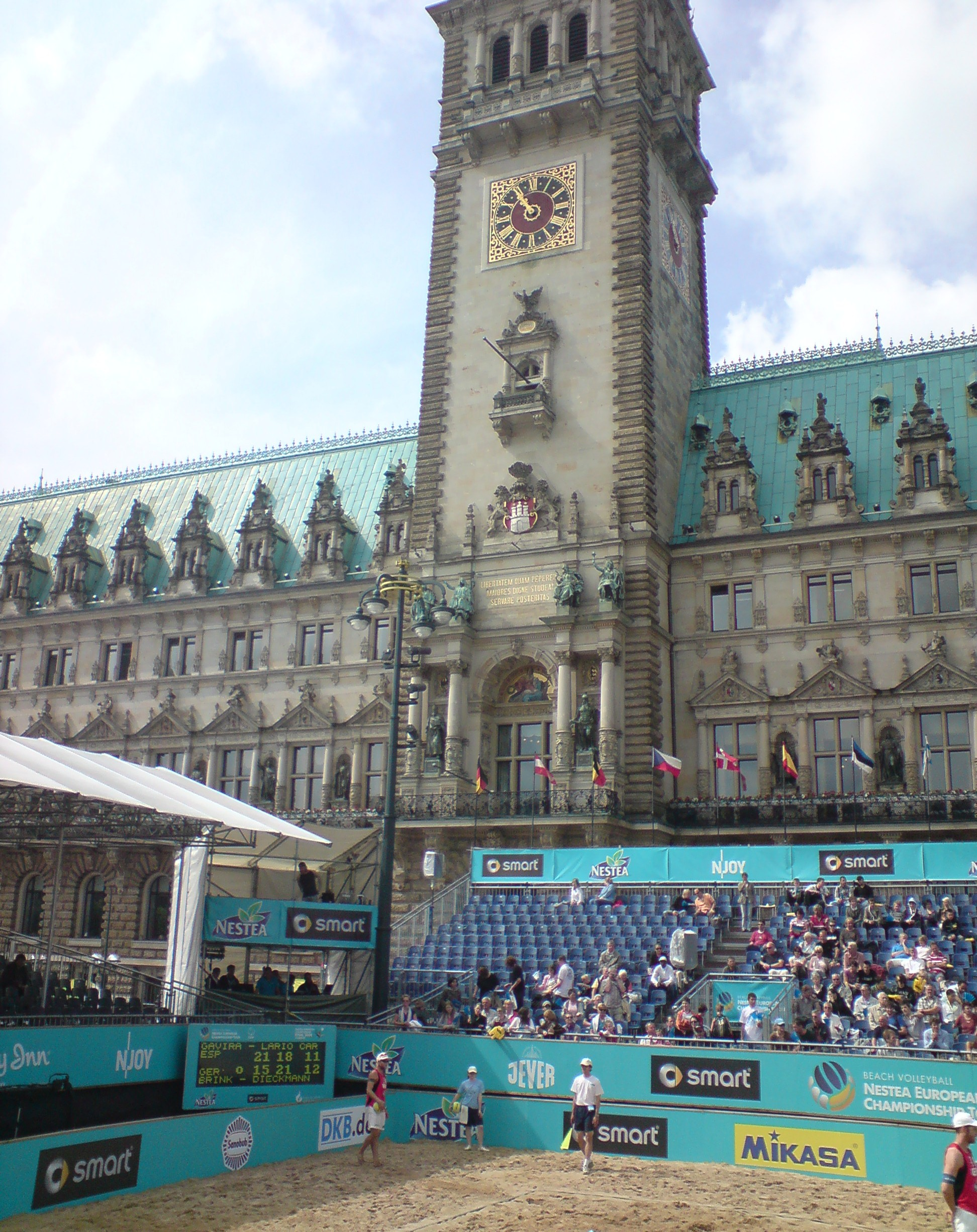
De EK 2008 in Hamburg

De Europese kampioenschappen beachvolleybal zijn een jaarlijks sporttoernooi die door de Europese volleybalbond (CEV) georganiseerd worden. De eerste manneneditie was in 1993 en een jaar later vond de eerste vrouweneditie plaats; sinds 1995 zijn de toernooien gecombineerd.

## Medailles

### Mannen
| Jaar | Plaats               | Goud | Goud                                    | Zilver | Zilver                                      | Brons | Brons                                   |
| ---- | -------------------- | ---- | --------------------------------------- | ------ | ------------------------------------------- | ----- | --------------------------------------- |
| 1993 | Almería              | FRA  | Jean-Philippe Jodard Christian Penigaud | NOR    | Jan Kvalheim Bjørn Maaseide                 | ITA   | Andrea Ghiurghi Dionisio Lequaglie      |
| 1994 | Almería              | NOR  | Jan Kvalheim Bjørn Maaseide             | ESP    | Santiago Aguilera Javier Bosma              | GER   | Jörg Ahmann Axel Hager                  |
| 1995 | Saint-Quay-Portrieux | NED  | Marko Klok Michiel van der Kuip         | CZE    | Milan Džavoronok Václav Fikar               | ITA   | Piero Antonini Dionisio Lequaglie       |
| 1996 | Pescara              | CZE  | Marek Pakosta Michal Palinek            | GER    | Jörg Ahmann Axel Hager                      | ITA   | Andrea Ghiurghi Nicola Grigolo          |
| 1997 | Riccione             | NOR  | Vegard Høidalen Jørre Kjemperud         | NOR    | Jan Kvalheim Bjørn Maaseide                 | SUI   | Martin Laciga Paul Laciga               |
| 1998 | Rodos                | SUI  | Martin Laciga Paul Laciga               | NOR    | Jan Kvalheim Bjørn Maaseide                 | NOR   | Vegard Høidalen Jørre Kjemperud         |
| 1999 | Palma de Mallorca    | SUI  | Martin Laciga Paul Laciga               | ESP    | Javier Bosma Fabio Díez                     | NOR   | Jan Kvalheim Bjørn Maaseide             |
| 2000 | Getxo                | SUI  | Martin Laciga Paul Laciga               | SUI    | Markus Egger Sascha Heyer                   | NOR   | Vegard Høidalen Jørre Kjemperud         |
| 2001 | Jesolo               | SUI  | Markus Egger Sascha Heyer               | SUI    | Martin Laciga Paul Laciga                   | NOR   | Vegard Høidalen Jørre Kjemperud         |
| 2002 | Bazel                | GER  | Markus Dieckmann Jonas Reckermann       | SUI    | Martin Laciga Paul Laciga                   | NOR   | Vegard Høidalen Jørre Kjemperud         |
| 2003 | Alanya               | AUT  | Nik Berger Clemens Doppler              | GER    | Markus Dieckmann Jonas Reckermann           | SUI   | Markus Egger Sascha Heyer               |
| 2004 | Timmendorfer Strand  | GER  | Markus Dieckmann Jonas Reckermann       | SUI    | Markus Egger Sascha Heyer                   | SUI   | Patrick Heuscher Stefan Kobel           |
| 2005 | Moskou               | ESP  | Pablo Herrera Raúl Mesa                 | SUI    | Patrick Heuscher Stefan Kobel               | GER   | Markus Dieckmann Jonas Reckermann       |
| 2006 | Den Haag             | GER  | Julius Brink Christoph Dieckmann        | NED    | Jochem de Gruijter Gijs Ronnes              | SUI   | Patrick Heuscher Stefan Kobel           |
| 2007 | Valencia             | AUT  | Clemens Doppler Peter Gartmayer         | NED    | Reinder Nummerdor Richard Schuil            | GER   | David Klemperer Eric Koreng             |
| 2008 | Hamburg              | NED  | Reinder Nummerdor Richard Schuil        | GER    | Kay Matysik Stefan Uhmann                   | RUS   | Dmitri Barsoek Igor Kolodinski          |
| 2009 | Sotsji               | NED  | Reinder Nummerdor Richard Schuil        | AUT    | Florian Gosch Alexander Horst               | ESP   | Adrián Gavira Pablo Herrera             |
| 2010 | Berlijn              | NED  | Reinder Nummerdor Richard Schuil        | AUT    | Clemens Doppler Matthias Mellitzer          | LAT   | Mārtiņš Pļaviņš Jānis Šmēdiņš           |
| 2011 | Kristiansand         | GER  | Julius Brink Jonas Reckermann           | GER    | Jonathan Erdmann Kay Matysik                | NED   | Reinder Nummerdor Richard Schuil        |
| 2012 | Scheveningen         | GER  | Julius Brink Jonas Reckermann           | NED    | Emiel Boersma Daan Spijkers                 | NOR   | Tarjei Skarlund Martin Spinnangr        |
| 2013 | Klagenfurt           | ESP  | Adrián Gavira Pablo Herrera             | LAT    | Aleksandrs Samoilovs Jānis Šmēdiņš          | POL   | Grzegorz Fijałek Mariusz Prudel         |
| 2014 | Cagliari             | ITA  | Paolo Nicolai Daniele Lupo              | LAT    | Aleksandrs Samoilovs Jānis Šmēdiņš          | AUT   | Clemens Doppler Alexander Horst         |
| 2015 | Klagenfurt           | LAT  | Aleksandrs Samoilovs Jānis Šmēdiņš      | ITA    | Alex Ranghieri Adrian Carambula             | NED   | Reinder Nummerdor Christiaan Varenhorst |
| 2016 | Biel/Bienne          | ITA  | Paolo Nicolai Daniele Lupo              | RUS    | Konstantin Semjonov Vjatsjeslav Krasilnikov | POL   | Grzegorz Fijałek Mariusz Prudel         |
| 2017 | Jurmala              | ITA  | Paolo Nicolai Daniele Lupo              | LAT    | Aleksandrs Samoilovs Jānis Šmēdiņš          | NED   | Alexander Brouwer Robert Meeuwsen       |
| 2018 | Nederland            | NOR  | Anders Mol Christian Sørum              | LAT    | Aleksandrs Samoilovs Jānis Šmēdiņš          | ESP   | Adrián Gavira Pablo Herrera             |
| 2019 | Moskou               | NOR  | Anders Mol Christian Sørum              | RUS    | Konstantin Semjonov Ilja Lesjoekov          | AUT   | Martin Ermacora Moritz Pristauz         |
| 2020 | Jurmala              | NOR  | Anders Mol Christian Sørum              | RUS    | Vjatsjeslav Krasilnikov Oleg Stojanovski    | ITA   | Paolo Nicolai Daniele Lupo              |
| 2021 | Wenen                | NOR  | Anders Mol Christian Sørum              | NED    | Stefan Boermans Yorick de Groot             | POL   | Piotr Kantor Bartosz Łosiak             |
| 2022 | München              | SWE  | David Åhman Jonatan Hellvig             | CZE    | Ondřej Perušič David Schweiner              | NOR   | Anders Mol Christian Sørum              |
| 2023 | Wenen                | SWE  | David Åhman Jonatan Hellvig             | NED    | Leon Luini Yorick de Groot                  | UKR   | Serhij Popov Edoeard Reznik             |
| 2024 | Nederland            | LAT  | Mārtiņš Pļaviņš Kristiāns Fokerots      | GER    | Nils Ehlers Clemens Wickler                 | NED   | Steven van de Velde Matthew Immers      |
| 2025 | Düsseldorf           | NOR  | Anders Mol Christian Sørum              | SWE    | David Åhman Jonatan Hellvig                 | NED   | Alexander Brouwer Steven van de Velde   |

### Vrouwen
| Jaar | Plaats               | Goud | Goud                                    | Zilver | Zilver                                | Brons | Brons                                    |
| ---- | -------------------- | ---- | --------------------------------------- | ------ | ------------------------------------- | ----- | ---------------------------------------- |
| 1994 | Espinho              | GER  | Beate Bühler Danja Müsch                | CZE    | Martina Hudcová Dolores Storková      | ITA   | Cristiana Parenzan Lucilla Perrotta      |
| 1995 | Saint-Quay-Portrieux | GER  | Cordula Borger Beate Paetow             | NOR    | Merita Berntsen Ragni Hestad          | GER   | Beate Bühler Danja Müsch                 |
| 1996 | Pescara              | CZE  | Eva Celbová Soňa Nováková               | GER    | Beate Bühler Danja Müsch              | ITA   | Laura Bruschini Annamaria Solazzi        |
| 1997 | Riccione             | ITA  | Laura Bruschini Annamaria Solazzi       | ITA    | Daniela Gattelli Lucilla Perrotta     | CZE   | Eva Celbová Soňa Nováková                |
| 1998 | Rodos                | CZE  | Eva Celbová Soňa Nováková               | NED    | Rebekka Kadijk Debora Schoon-Kadijk   | ITA   | Laura Bruschini Annamaria Solazzi        |
| 1999 | Palma de Mallorca    | ITA  | Laura Bruschini Annamaria Solazzi       | FRA    | Anabelle Prawerman Cécile Rigaux      | CZE   | Eva Celbová Soňa Nováková                |
| 2000 | Getxo                | ITA  | Laura Bruschini Annamaria Solazzi       | GER    | Danja Müsch Jana Vollmer              | NED   | Rebekka Kadijk Debora Schoon-Kadijk      |
| 2001 | Jesolo               | GRE  | Vasso Karadassiou Effrosyni Sfyri       | SUI    | Simone Kuhn Nicole Schnyder-Benoit    | GER   | Andrea Ahmann Ulrike Schmidt             |
| 2002 | Bazel                | ITA  | Daniela Gattelli Lucilla Perrotta       | NED    | Rebekka Kadijk Marrit Leenstra        | CZE   | Eva Celbová Soňa Nováková                |
| 2003 | Alanya               | GER  | Stephanie Pohl Okka Rau                 | GER    | Andrea Ahmann Jana Vollmer            | ITA   | Daniela Gattelli Lucilla Perrotta        |
| 2004 | Timmendorfer Strand  | SUI  | Simone Kuhn Nicole Schnyder-Benoit      | NOR    | Susanne Glesnes Kathrine Maaseide     | ITA   | Daniela Gattelli Lucilla Perrotta        |
| 2005 | Moskou               | GRE  | Vassiliki Arvaniti Vasso Karadassiou    | NED    | Rebekka Kadijk Merel Mooren           | GER   | Stephanie Pohl Okka Rau                  |
| 2006 | Den Haag             | RUS  | Aleksandra Sjirjajeva Natalja Oerjadova | NED    | Rebekka Kadijk Merel Mooren           | NOR   | Nila Håkedal Ingrid Tørlen               |
| 2007 | Valencia             | GRE  | Vassiliki Arvaniti Vasso Karadassiou    | GER    | Sara Goller Laura Ludwig              | NOR   | Nila Håkedal Ingrid Tørlen               |
| 2008 | Hamburg              | GER  | Sara Goller Laura Ludwig                | NOR    | Nila Håkedal Ingrid Tørlen            | NOR   | Susanne Glesnes Kathrine Maaseide        |
| 2009 | Sotsji               | LAT  | Inese Jursone Inguna Minusa             | GER    | Sara Goller Laura Ludwig              | SUI   | Simone Kuhn Nadine Zumkehr               |
| 2010 | Berlijn              | GER  | Sara Goller Laura Ludwig                | GER    | Katrin Holtwick Ilka Semmler          | FIN   | Emilia Nyström Erika Nyström             |
| 2011 | Kristiansand         | ITA  | Greta Cicolari Marta Menegatti          | AUT    | Barbara Hansel Sara Montagnolli       | GER   | Sara Goller Laura Ludwig                 |
| 2012 | Scheveningen         | NED  | Sanne Keizer Marleen van Iersel         | GRE    | Vassiliki Arvaniti Maria Tsiartsiani  | ESP   | Elsa Baquerizo Liliana Fernández         |
| 2013 | Klagenfurt           | AUT  | Doris Schwaiger Stefanie Schwaiger      | ESP    | Elsa Baquerizo Liliana Fernández      | GER   | Laura Ludwig Kira Walkenhorst            |
| 2014 | Cagliari             | NED  | Madelein Meppelink Marleen van Iersel   | SUI    | Tanja Goricanec Tanja Hüberli         | GER   | Laura Ludwig Kira Walkenhorst            |
| 2015 | Klagenfurt           | GER  | Laura Ludwig Kira Walkenhorst           | RUS    | Jevgenija Oekolova Jekaterina Birlova | POL   | Kinga Kołosińska Monika Brzostek         |
| 2016 | Biel/Bienne          | GER  | Laura Ludwig Kira Walkenhorst           | CZE    | Markéta Sluková Barbora Hermannová    | GER   | Karla Borger Britta Büthe                |
| 2017 | Jurmala              | GER  | Nadja Glenzke Julia Großner             | CZE    | Kristýna Kolocová Michala Kvapilová   | GER   | Chantal Laboureur Julia Sude             |
| 2018 | Nederland            | NED  | Sanne Keizer Madelein Meppelink         | SUI    | Nina Betschart Tanja Hüberli          | CZE   | Markéta Sluková Barbora Hermannová       |
| 2019 | Moskou               | LAT  | Tina Graudina Anastasija Kravčenoka     | POL    | Kinga Kołosińska Katarzyna Kociołek   | ESP   | Elsa Baquerizo Liliana Fernández         |
| 2020 | Jurmala              | SUI  | Joana Heidrich Anouk Vergé-Dépré        | GER    | Kim Behrens Cinja Tillmann            | RUS   | Nadezjda Makrogoezova Svetlana Cholomina |
| 2021 | Wenen                | SUI  | Nina Betschart Tanja Hüberli            | NED    | Katja Stam Raïsa Schoon               | GER   | Karla Borger Julia Sude                  |
| 2022 | München              | LAT  | Tina Graudina Anastasija Kravčenoka     | SUI    | Nina Betschart Tanja Hüberli          | NED   | Katja Stam Raïsa Schoon                  |
| 2023 | Wenen                | SUI  | Nina Betschart Tanja Hüberli            | ESP    | Daniela Álvarez Tania Moreno          | GER   | Laura Ludwig Louisa Lippmann             |
| 2024 | Nederland            | GER  | Svenja Müller Cinja Tillmann            | ITA    | Valentina Gottardi Marta Menegatti    | SUI   | Esmée Böbner Zoé Vergé-Dépré             |
| 2025 | Düsseldorf           | UKR  | Maryna Hladoen Tetjana Lazarenko        | FRA    | Clémence Vieira Aline Chamereau       | GER   | Svenja Müller Cinja Tillmann             |

### Medaillespiegel
| Rang   | Land        | Goud | Zilver | Brons | Totaal |
| 1      | Duitsland   | 14   | 12     | 14    | 40     |
| 2      | Zwitserland | 8    | 9      | 6     | 23     |
| 3      | Italië      | 8    | 3      | 9     | 20     |
| 4      | Nederland   | 7    | 10     | 7     | 24     |
| 5      | Noorwegen   | 7    | 6      | 10    | 23     |
| 6      | Letland     | 5    | 4      | 1     | 10     |
| 7      | Tsjechië    | 3    | 5      | 4     | 12     |
| 8      | Oostenrijk  | 3    | 3      | 2     | 8      |
| 9      | Griekenland | 3    | 1      | 0     | 4      |
| 10     | Spanje      | 2    | 4      | 4     | 10     |
| 11     | Zweden      | 2    | 1      | 0     | 3      |
| 12     | Rusland     | 1    | 4      | 2     | 7      |
| 13     | Frankrijk   | 1    | 2      | 0     | 3      |
| 14     | Oekraïne    | 1    | 0      | 1     | 2      |
| 15     | Polen       | 0    | 1      | 4     | 5      |
| 16     | Finland     | 0    | 0      | 1     | 1      |
| Totaal | Totaal      | 65   | 65     | 65    | 195    |

1993 ·
1994 ·
1995 ·
1996 ·
1997 ·
1998 ·
1999 ·
2000 ·
2001 ·
2002 ·
2003 ·
2004 ·
2005 ·
2006 ·
2007 ·
2008 ·
2009 ·
2010 ·
2011 ·
2012 ·
2013 ·
2014 ·
2015 ·
2016 ·
2017 ·
2018 ·
2019 ·
2020 ·
2021 ·
2022 ·
2023 ·
2024 ·
2025